# Iban Hiriart-Urruty
Pour les articles homonymes, voir Hiriart-Urruty, Hiriart et Urruty.
Pas d'image ? Cliquez ici

a Compétitions nationales et continentales officielles uniquement.

Dernière mise à jour le 7 juin 2024.
Iban Hiriart-Urruty, né le 13 mai 1993, est un joueur français de rugby à XV évoluant au poste de talonneur.

## Biographie
Iban Hiriart-Urruty commence la pratique du rugby à XV à l'US Cambo,.
Il intègre par la suite les équipes de jeunes du Biarritz olympique pendant quatre saisons, de 2011 à 2015,,,, y côtoyant notamment Maxime Lucu, Alban Placines ou encore Teddy Thomas. Troisième ligne centre de formation, il est repositionné en tant que talonneur alors qu'il évolue en catégorie espoirs.
En 2015, il intègre l'équipe du Saint-Jean-de-Luz olympique, évoluant alors en Fédérale 2 ; dès cette première saison, il participe à la remontée du club luzien en Fédérale 1 et est sacré champion de France. En 2021-2022, grâce à leur parcours en Fédérale 1, Hiriart-Urruty et le SJLO se qualifient parmi les équipes destinées à disputer la saison inaugurale de Nationale 2. Pour cette première année dans cette nouvelle division, ils se hissent jusqu'en demi-finale.
En juin 2023, il porte le maillot de la sélection du Pays basque, les Euskarians, affrontant celle de Catalogne.
En parallèle de sa carrière sportive à Saint-Jean-de-Luz où il occupe le rôle de capitaine, Hiriart-Urruty exerce en tant qu'éducateur sportif au Comité de pelote basque, et vit à Hasparren.
Lors de la saison 2023-2024, il est approché par l'Union sportive dacquoise, club du département voisin des Landes évoluant en Pro D2, afin de lui proposer un contrat de joker médical palliant l'absence d'Elvis Levi, blessé lors d'un match de préparation ; il est contacté par Hervé Durquety, entraîneur des avants dacquois, recommandé par Michaël Dallery ayant exercé auprès de ce dernier avec les avants de l'équipe nationale du Portugal et ayant aussi porté le maillot des juniors du Biarritz olympique en même temps que le talonneur luzien. Après échanges auprès de son employeur lui accordant un congé sans solde ainsi qu'avec le club de Saint-Jean-de-Luz, Hiriart-Urruty accepte de signer un contrat court avec le club dacquois ; il acte ainsi sa première aventure sportive professionnelle à l'âge de 30 ans,,, ; intégrant rapidement le groupe et jouant son premier match sous le maillot dacquois dès début septembre. Deux mois plus tard, il est titularisé lors du déplacement de l'US Dax sur la pelouse de son ancien club, le Biarritz olympique,. Son contrat, courant initialement jusqu'au retour de Levi sur les terrains, est finalement prolongé en février jusqu'au terme de la saison, puis le mois suivant pour deux saisons supplémentaires, avant de prendre part à la qualification du club en phases finales.

## Palmarès
- Championnat de France de 2e division fédérale :
  - Vainqueur : 2016.